# Fascia
La fascia es una estructura de tejido conectivo que se extiende por todo el cuerpo. Posee apariencia membranosa y conecta y envuelve todas las estructuras corporales. Da soporte, protección y forma al organismo. Constituye el material de envoltorio y aislamiento de las estructuras profundas del cuerpo. Este sistema de fascias está caracterizado por una gran capacidad de deslizamiento y desplazamiento. Las fascias hacen posible los pequeños movimientos fisiológicos, como el latido del corazón y también movimientos más visibles como la expansión de los pulmones al respirar.
Bajo el tejido subcutáneo, también llamado fascia superficial, se encuentra la fascia profunda. La fascia profunda es una capa de tejido conectivo denso y organizado, desprovisto de grasa, que cubre la mayor parte del cuerpo paralelamente o profundamente a la piel y al tejido subcutáneo. Las extensiones desde su superficie interna revisten estructuras más profundas, como los músculos o paquetes neurovasculares y se le denomina fascia de revestimiento. Cuando se unen fascia y hueso, esta quede firmemente unida al periostio (cubierta ósea).

## La fascia profunda

### Extensiones
- endomisio: rodea cada una de las células musculares y envuelve cada una de sus fibras;
- perimisio: cubre los fascículos musculares fascículo musculares; es una lámina móvil que, durante la contracción, facilita a los diferentes fascículos deslizarse dentro del músculo;
- epimisio: envuelve todo el músculo.

## Tipos de fascia
Hay cuatro tipos de fascia
1. Fascia subcutánea o hipodermis: Se encuentra bajo la piel en su cara profunda. Esta capa se encuentra tabicada y conecta piel, tejido celular subcutáneo y músculo. Los vasos sanguíneos, linfáticos y los nervios se ramifican en el espesor de esta fascia.
2. Fascia muscular: A su vez, se puede subdividir en fascia muscular superficial y fascia muscular profunda o aponeurosis de contención y, por último, fascia o aponeurosis de inserción. La superficial es una membrana conjuntiva que envuelve el músculo separándolo de los músculos vecinos y los separa en grupos funcionales evitando que se rocen y favoreciendo su movilidad. La profunda envuelve a la vez todos los músculos de los distintos grupos musculares de segmentos constituyendo los diferentes compartimentos o septos en una extremidad. Las aponeurosis de inserción son verdaderamente tendones de inserción en músculos planos y anchos.
3. Fascia visceral o vaina visceral: Es la capa densa, adventicia de las superficies viscerales.
4. Fascia vascular o vaina vascular: Envuelve los vasos sanguíneos.

## Funciones de la fascia
La fascia es un tejido de vital importancia que se encuentra bajo nuestra piel recubriendo desde músculos hasta huesos. El conjunto de fascias del cuerpo forman un sistema fascial, se trata de un sistema activo, vivo, resistente y omnipresente que cumple funciones de gran trascendencia en el movimiento y metabolismo corporal. El sistema fascial, además de las funciones de sostener y mover el cuerpo, participa en funciones biomecánicas que se pueden agrupar en: protección, formación de compartimentos corporales y revestimiento. También participa en otros tipos de funciones, como el mantenimiento del bombeo circulatorio de sangre y linfa, y la producción de colágeno en el proceso de curación de heridas.

### Funciones mecánicas del sistema fascial

#### Protección
El sistema fascial forma una completa e ininterrumpida red protectora en todo el cuerpo. Protege cada uno de sus componentes de forma individual, así como proporciona una protección de todas las estructuras a nivel global. Su resistencia permite mantener la forma anatómica de diferentes segmentos corporales, conservando su forma original.
Constituye también una primera barrera contra variaciones de tensión provocadas por impactos mecánicos (internos y externos), de forma que actúa como un sistema amortiguador y de dispersión, conservando de esta forma la integridad de las estructuras que envuelve y protege. Esta función amortiguadora de la fascia se debe principalmente a las propiedades de los proteoglicanos, que dan una consistencia viscoelástica al tejido. Por otro lado, también cuenta con la capacidad de cambiar su densidad, sin llegar nunca a la rigidez, pudiendo así actuar contra las tensiones excesivas y otros impulsos mecánicos que pueden agredir al cuerpo de una manera súbita.
Entre las funciones de la fascia también se encuentra la de soportar y dar forma a la grasa subcutánea, y la de adherir la piel a ese segundo plano. La grasa, envuelta por la fascia, forma un sistema de almohadillas situadas estratégicamente en el organismo que ejercen un importante papel a la hora de absorber parte de los impactos.

#### Formación de compartimentos corporales
Como ya sabemos, prácticamente no hay ninguna parte del cuerpo que no esté cubierta por el sistema fascial. La fascia rodea y separa unos elementos de otros: compartimenta. Un ejemplo lo tenemos en los tabiques musculares de las extremidades, que permiten englobar la acción muscular de una región determinada. Pero también supone un elemento de integración de todos los elementos corporales puesto que cada capa o parte fascial está unida a otra formando así una red continua que conecta todo el organismo.
Los compartimentos formados por el sistema fascial facilitan el trabajo muscular, permitiendo la formación de grupos funcionales y constituyendo planos de movimiento sobre los que se deslizan unos músculos sobre otros.
También constituye un sistema de separación y protección, evitando que se propaguen infecciones de un compartimento a otro.

#### Revestimiento
La fascia constituye una especie de red continua que reviste y conecta todos los elementos del cuerpo. Esta configuración tiene importantes consecuencias funcionales sobre músculos y órganos.
Sobre el músculo, la fascia permite conectar músculos formando grupos funcionales, pero a la vez también une esos grupos funcionales con otros anatómicamente muy separados entre sí. La fascia aporta el sentido de globalidad a todo el aparato locomotor.
La elasticidad del sistema fascial y su ubicación revistiendo todas las estructuras del cuerpo permiten que constituya un importante sistema de soporte y de equilibrio postural. Se considera que el desequilibrio del sistema fascial influye considerablemente en la formación de compensaciones posturales que, con el tiempo, crean hábitos inadecuados llevando a diferentes patologías (contracturas...).

### Otras funciones básicas

#### Determinación de la forma de los músculos y mantenimiento de la masa muscular en una posición funcional óptima
Esta propiedad permite incrementar la eficacia mecánica de los movimientos. En función de la distribución de las fibras, el sistema fascial puede restringir la amplitud del movimiento en cualquier nivel, o bien incrementar la fuerza muscular al ofrecerle una resistencia lateral que garantiza su correcto funcionamiento.
Según los requerimientos de cada región, el sistema fascial se ancla al sistema esquelético, constituyendo una serie de tubos y láminas a distintos niveles, que rodean las estructuras y les dan forma y orientación espacial. En la mayoría de los casos, la orientación de las fibras de cada uno de estos tubos y láminas se dirige en distintas direcciones, de forma que protegen a la vez que facilitan un movimiento en particular, logrando que sea sólido, eficaz, fuerte y resistente.

#### Suspensión
Cada componente del cuerpo humano tiene una ubicación precisa. Cualquiera que sea su función, dicha ubicación está determinada por el sistema fascial. El sistema fascial mantiene la cohesión interna y externa de cada estructura corporal, logrando su fijación pero, por otro lado, permitiendo cierto grado de movilidad. Esta movilidad es indispensable en el proceso de adaptación a diferentes obstáculos.

#### Sostén y estabilidad
El mantenimiento de la integridad anatómica del cuerpo corre a cargo del sistema fascial. La fascia constituye el motor principal de la estabilidad de las articulaciones así como asegura la coherencia y el bien funcionamiento de los órganos internos. Todo esto, coordinado por la mecánica miofascial.

#### Preservación de la temperatura corporal y nutrición de los tejidos
El sistema fascial superficial participa en el proceso de sudoración, colaborando con el mantenimiento de la temperatura corporal. En él, además, nacen gran parte de los capilares que nutren los tejidos que rodea.

#### Curación de las heridas
El sistema fascial induce a la cicatrización de las heridas, gracias a la producción de colágeno.

#### Coordinación hemodinámica
Los sistemas vascular y linfático no pueden disociarse del sistema fascial. Tanto el sistema venoso como el linfático tienen una estructura muy flácida y fácil de colapsar. La función de las válvulas semilunares o venosas no es suficiente para el proceso de retorno de la sangre, y la fascia suele suplir este papel actuando como una bomba periférica que facilita el retorno de la sangre y la linfa hacia el corazón. Gracias a que rodea músculos y paredes de los vasos sanguíneos, permite una contracción ininterrumpida de estos, que facilita el retorno venoso y linfático.
Nótese que la función hemodinámica en las arterias es mucho menos importante, casi anecdótica, puesto que tienen una estructura relativamente más rígida y que disponen de una bomba propia (el corazón).

#### Comunicación de cambios en el organismo
El tejido conectivo del sistema fascial es capaz de transmitir impulsos nerviosos y mecánicos, y comunicar a todo el cuerpo los cambios internos del organismo relacionados con una zona concreta en estado de enfermedad y salud.
Se puede concluir que un funcionamiento correcto del sistema fascial significa una garantía del buen estado funcional del cuerpo y, por lo tanto, de una buena salud.

## Participación en técnicas terapéuticas
La fascia es un sustrato biológico que cruza varias disciplinas científicas, médico-quirúrgicas, médicas y terapéuticas tanto en las modalidades convencionales como en las complementarias-alternativas. En estas últimas es el terreno de trabajo para el Rolfing, para la inducción miofascial, para el masaje de Dicke y para todas aquellas terapias manuales cuyo órgano diana es el tejido conjuntivo.

## Biomecánica y teorías de la fascia

### Biomecánica

#### Estructura de la fascia
La fascia es una membrana de color blanquecino, que envuelve las diferentes estructuras que compone los organismos de nuestro cuerpo, participando en la unión o separación de los diferentes elementos. Esta membrana se encuentra en todo nuestro cuerpo, manteniendo todas nuestras partes en una íntima relación.
A nivel estructural está formado por diferentes capas reticulares de tejido conjuntivo (también conocido como tejido conectivo), el cual es un conjunto heterogéneo de tejidos orgánicos que comparten un origen común en el mesénquima embrionario originado del mesodermo. Este tipo de tejido, es el más abundante del cuerpo humano, representando el 16% del peso de una persona y albergando el 23% del agua que se encuentra en nuestro organismo. Está constituido por:
- Células; las cuales ofrecen especialización en sus funciones dependiendo de la ubicación que tenga el tejido (adipocitos, condrocitos, osteocitos, etc.)
- Matriz extracelular; conformado principalmente por:
  - Sustancia fundamental; material translúcido, muy hidratado y de consistencia gelatinosa en el que está inmerso las células, fibras tisulares y otros componente en disolución.
  - Fibras propias del tejido conjuntivo: son las que componen la matriz intercelular dando la morfología característica a cada tipo de tejido conjuntivo. Hay varios tipos de fibras:
    - Fibras de colágeno: estas fibras están compuesta por proteínas de colágeno, siendo esta la más abundante en el cuerpo, representa el 25% del total de proteínas. A nivel molecular estas se disponen en cadenas, formando cada tres cadenas de colágeno una triple hélice, con función estructural en el tejido que lo constituye. Existen aproximadamente 20 tipos diferentes de proteína de colágeno, que varían en función de los diferentes tipos de tejidos y las funciones que deben cumplir.
    - Fibras reticulares: compuestas por colágeno tipo III, forman parte de una red de soporte, son de características inelásticas y están presentes envolviendo órganos.
    - Fibras elásticas: compuestas por dos tipos de proteínas: la elastina y la fibrilina. Son fibras más delgadas que las fibras colágenas y abundan en tejidos conjuntivos laxos.
    - Microfibrillas: se compone de fibrilina que es una glucoproteína fibrilar asociada especialmente a las fibras elásticas y abundantes en la lámina basal de los tejidos epiteliales.

#### Movimiento y reacción ante diferentes estímulos
Para cumplir unas de las muchas funciones que cumple la fascia; adaptación a las diferentes fuerzas y tensiones tanto procedente de exterior como interiores, manteniendo así la integridad y armonía del propio sistema que compone, debe tener una capacidad de movimiento y deformidad.
Parte de esta capacidad la tiene gracias a las fibras propias de tejido conjuntivo, las cuales son capaces de proporcionar movimiento dentro de la sustancia fundamental.
Principalmente los movimientos que realiza son de deslizamiento y desplazamiento, pero también acepta fuerzas de compresión y tensión produciéndose una absorción de dichas fuerzas mecánicas.
La disposición de las fibras va a cumplir un papel fundamental, ya que estas se disponen de manera paralela a los planos de tensión, con el fin de absorber las fuerzas mecánicas que actúan a lo largo de su recorrido, controlando el grado de tensión.
Si el grado de tensión al que se somete las fibras es bajo, estas adoptaran una morfología ondulada, característica importante a la hora de analizar el comportamiento durante la inducción miofascial.
Por el contrario si la fuerza de tensión es continua y prolongada, las moléculas que compone la fascia se orienta en serie.
En caso de que la tensión sea de corta duración pero se produzca de manera repetida las moléculas se orientara de forma paralela dándole al tejido más compactación y resistencia pero perdiendo elasticidad.
Todas estas situaciones mecánicas a las que se ve sometida la fascia, si se produce de manera extrema y continua en el tiempo, pueden crear alteraciones en su composición conllevando disfunciones en su capacidad de movimiento y flexibilidad.
Otras situaciones que puede afectar al tejido conjuntivo y por tanto a la conformación de las fascias son situaciones de estrés que sufre el organismo como son traumatismos, inflamaciones, infecciones, exposición a sustancias nocivas, etc.

### Teorías de la fascia
Actualmente para explicar el movimiento de este tejido se utilizan tres teorías, pero antes de todo hay que recordar que la fascia es un tejido al que no se le ha prestado mucha atención a lo largo de los años, quizás se podría decir que es “el elemento largamente olvidado en el estudio del movimiento”, por lo que estas teorías son recientes.
Las teorías son las siguientes:
1. Teoría de la piezoelectricidad.
2. Teoría de la dinámica de los miofibroblastos.
3. Teoría de la viscoelasticidad.

#### Teoría de la piezoelectricidad
La piezoelectricidad es un fenómeno presentado por determinados cristales que al ser sometidos a tensiones mecánicas adquieren una polarización en su masa apareciendo una diferencia de potencial y cargas eléctricas en su superficie (Pilat 2003).
Si observamos este fenómeno desde el punto de vista del tejido fascial, se puede observar que cuando someto a presión al principal componente del tejido conectivo, como es el colágeno, éste puede cambiar su polaridad y su electricidad basal, lo que provoca cambios físicos en este colágeno (resistencia, elasticidad y elongación).

#### Teoría de la dinámica de los miofibroblastos
La posibilidad del movimiento propio dentro del sistema miofascial es controvertido, por lo que hay varias opiniones al respecto:
- Algunos autores consideran que existe y lo relacionan con la dinámica de los miofibroblastos:
La activación de los microfilamentos de actina como la fuente del movimiento (Staubesand 1996, Staubesand 2007, Shleip et al 2005, Schleip et al 2007), o lo que es lo mismo, que la contracción de los miofibroblastos es lo que provoca el movimiento.
Los estudios dirigidos principalmente al proceso cicatrizal dan un fuerte aval a esta forma de razonamiento (Satish 2008, Gabianni 2007, Gabianni 2003, Fidzianska et al 2000).
- Otros consideran el sistema miofascial, como un sistema intercomunicado basado en los principios de la tensegridad (Ingbe,1998; Pilat y Testa 2009):
Para entender este punto de vista no hay que olvidar que el sistema fascial está basado en las leyes físicas de la tensegridad.
Este sistema, de tensiones compartidas en la distribución de las fuerzas mecánicas en múltiples niveles de construcción corporal, explica también la reacción global del sistema fascial al recibir un apropiado impulso mecánico durante el tratamiento.

#### Teoría de la dinámica de la viscoelasticidad
La viscoelasticidad define el comportamiento del material a largo plazo. Al aplicarle al material con las propiedades viscoelásticas una fuerza determinada se produce su deformación. Al pasar un tiempo, la deformación se incrementa sin necesidad de un incremento de fuerza.
Si observamos este fenómeno desde el punto de vista del tejido fascial, se ha observado que al realizar una presión suave durante bastante tiempo, esta fascia se deforma debido a esas propiedades viscoelásticas que tiene. Por tanto este tejido lo podremos deformar cuando realicemos técnicas que incumban a la fascia, como por ejemplo, las técnicas de inducción miofascial.
- Para más información sobre las teorías de la fascia consultar la siguiente tesis doctoral: http://digibug.ugr.es/bitstream/10481/20539/1/20687564.pdf

## Patología de la fascia
El sistema fascial constituye una extensa red de tejido conjuntivo compuesto, entre otros componentes, por dos proteínas de especial importancia que se encuentran sumergidas en la sustancia fundamental amorfa. Estas dos proteínas son la elastina, que no experimenta muchos cambios a lo largo de la vida, y el colágeno, que es de corta duración por lo que se va a modificar a lo largo de la vida y en el que radica la mayor parte de la patología de la fascia.
Dentro de la patología de la fascia se encuentran las colagenosis, las cicatrices, las adherencias y fijaciones.

### Las colagenosis
Las colagenosis son las enfermedades sistémicas que provocan una modificación de la estructura del tejido conjuntivo y del colágeno. La afección, más o menos extendida, de todos los sistemas refuerza la importancia del tejido conjuntivo, presente en todos los compartimentos del cuerpo humano.
Las colagenosis más importantes son:
- Lupus eritematoso diseminado o sistémico, que se caracteriza por la inflamación y lesión de la piel, articulaciones, riñón y serosas (pleura y pericardio), aunque puede afectar a casi cualquier órgano, mediado por el sistema inmunitario al producirse la unión de anticuerpos a las células del organismo y al depósito de complejos antígeno-anticuerpo.
- Esclerodermia, que se caracteriza por un endurecimiento y engrosamiento del tejido conjuntivo en la piel, vasos sanguíneos, músculos y órganos internos, debido también a un trastorno autoinmunitario.
- Periarteritis nodosa, que se caracteriza por la aparición de nódulos inflamatorios en la pared externa de las arterias, provocando su oclusión y la formación de pequeños aneurismas. Además existe una afectación del estado general y visceral, atrofia muscular y erupciones cutáneas.
- Dermatomiositis, que se caracteriza por la inflamación de músculos y piel, presencia de exantema, eritema heliotropo y debilidad simétrica de los músculos proximales.

Los signos clínicos de estas cuatro colagenosis son múltiples y más o menos comunes en distintos grados. Se manifiestan por localizaciones (cutáneas, articulares, torácicas, neurológicas y viscerales).
Otras formas de colagenosis son:
- El síndrome de Wegner, caracterizado por una afección grave de las vías aéreas superiores, del pulmón y del riñón.
- El síndrome de Sharp o conectivopatía mixta.
- El síndrome de Marfan, caracterizado por una altura excesiva, alargamiento de miembros, cifoescoliosis con tórax en embudo, hiperlaxitud ligamentaria y manifestaciones viscerales.
- El síndrome de Ehlers-Danlos, caracterizado por hiperlaxitud ligamentaria, afecciones en la piel, el tejido conectivo y los vasos sanguíneos causado por una alteración genética en los genes del colágeno.
- La poliartritis reumatoide, caracterizada por presentar sinovitis, vasculitis y nódulos reumatoides.
- La enfermedad de Dupuytren, caracterizada por el espesamiento y retracción de la aponeurosis palmar media.

### Otras afecciones de la fascia
Además de estas patologías específicas del tejido conjuntivo, existen otras afecciones que no presentan cuadros clínicos tan llamativos como las que anteriormente hemos citado, pero que representan la patología más frecuente del tejido conjuntivo.
Consideraremos aquí las cicatrices, las adherencias y las fijaciones.

#### Las cicatrices
Una cicatriz puede formarse por muchas razones diferentes, por ejemplo por una infección, cirugía, quemadura, corte de tejido, etcétera, y puede aparecer en cualquier parte del cuerpo
Tras una herida, se da un fenómeno de reconstrucción, con granulación y proliferación de fibras elásticas y conjuntivas a fin de realizar una reparación lo más perfecta posible en el lugar en el que los tejidos han sido dañados.
La cicatrización de una herida tiene 3 etapas:
1. Inflamatoria: aumenta la vascularización y llegada de células y plaquetas para formar el tapón.
2. Proliferativa: se acumula fibrina y colágeno, iniciándose la regeneración de la herida.
3. Remodelación: se reabsorbe el colágeno aproximadamente al mes, manteniéndose únicamente las fibras que se encuentran en la línea de la herida.

Este sistema de reconstrucción no llega a ser perfecto, por lo que en un cierto número de casos, una cicatriz provoca trastornos, así como la instalación de una patología de proximidad que se manifiesta por fenómenos irritativos, o es la sede de fijaciones que alteran la mecánica y fisiología del cuerpo humano.
Una cicatriz irritativa provocará que el tejido conjuntivo esté sometido a las tensiones y al estrés de ese punto de irritación, modificando su estructura, plasticidad y elasticidad, dando lugar más tarde a una alteración de la mecánica fascial que repercutirá en el estado funcional de una región.

#### Las adherencias y fijaciones
Los tejidos y órganos normalmente pueden desplazarse entre sí. Las adherencias y fijaciones son bandas de tejido similar al cicatricial, que se forman entre dos superficies determinando que éstas se peguen y no sean posibles estos desplazamientos, por lo que aparece inmovilidad, disfunción e incluso patología.
Son muy frecuentes y numerosas en el cuerpo humano, se producen con gran facilidad, tienden a aumentar con la edad y pueden ser consecuencia de una cicatriz, una inflamación, una infección, una irritación o un aumento de cargas en una zona del cuerpo.

## Terapia miofascial
El objetivo general de la terapia miofascial, es restaurar la movilidad a nivel de las fascias y tejido conjuntivo fibroso, que se ha vuelto rígido.
El interés terapéutico sobre el sistema fascial surgió desde diferentes perspectivas en Europa. En primer lugar fue E. Dicke (1920-1930) la que definió el Bindegewebsmassage (BMG) conocido en España como Masaje de Tejido Conjuntivo, basado en los efectos reflejos del tratamiento sobre la fascia superficial.
Más tarde, hacia la mitad del siglo XX, surge la figura de Ida Rolf que creó el método de Rolfeo o Integración Estructural, en la que Rolf propone el restablecimiento del alineamiento corporal a través de la manipulación del sistema miofascial.
El término liberación miofascial (myofascial release) fue propuesto por Ward en 1960 y posteriormente adoptado por otros continuadores del método como Barnes, Cantu o Pilat en España.

### Método de liberación miofascial
La liberación miofascial es una modalidad de evaluación y de tratamiento tridimensional de los movimientos y presiones sostenidas en todo el sistema de la fascia, para poder de esta manera eliminar sus restricciones.
El sistema fascial constituye un sistema de unificación estructural y funcional del cuerpo. Su continuidad física, supone también una interrelación funcional, de manera que cuando se produce un cambio en el componente conjuntivo de las distintas estructuras (músculo, nervio, víscera) se puede ver comprometida la funcionalidad de dicha estructura.
La restricción es el resultado, de una anomalía en el proceso de formación del sistema conjuntivo, en concreto del colágeno.
Para la correcta síntesis de este componente, es necesario la aplicación de un determinado estímulo mecánico, que como consecuencia de traumatismo directo, microtraumatismo de repetición, estrés emocional, no se produce, dando lugar a la aparición de entrecruzamientos patológicos entre la colágena, que vuelven a la estructura menos flexible y predisponen a la aparición de déficits funcionales.
Dentro de las maniobras fundamentales de este método, hay que diferenciar dos grupos:

#### Maniobras superficiales
- Deslizamiento en J.
- Deslizamiento transverso
- Deslizamiento longitudinal

#### Maniobras profundas
- Maniobra en manos cruzadas
- Maniobra de planos transversos
- Maniobra telescópica

La liberación miofascial se puede aplicar en distintas entidades patológicas que cursen con dolor de origen miofascial, problemas de la estática corporal, lesiones por hipo o hipermovilidad.[cita requerida]

### Otras técnicas

#### Método de masaje del tejido conjuntivo: técnica de Dicke
El masaje del tejido conjuntivo se basa en los beneficios de la eliminación de las adherencias subdérmicas secundarias a alteraciones orgánicas, sobre la patología de base. Se trata de un método basado en los efectos reflexógenos del masaje. Esta modalidad se basa en los trazos cutáneos, que producen un cambio de información a nivel del sistema nervioso (a través del !
dermatoma).
Descripción del método
Esta modalidad de masoterapia se lleva a cabo con el paciente en sedestación, para favorecer una ligera anteversión de la pelvis, que haga más accesible la región sacra. Los trazos cutáneos se dividen en largos y cortos, en función de la región que se quiere abordar, repitiéndose por término medio 3 veces. El trazo se realiza con la región sub-ungueal del tercer dedo. Este tercer dedo, recibe el apoyo del índice cuando hay un desplazamiento ulnar o del anular cuando es el desplazamiento radial.
Como consecuencia de la maniobra, se producen una serie de reacciones inmediatas (sensación cortante en la piel del paciente, enrojecimiento lineal seguido de emblanquecimiento posterior de la piel). La reacción es menos marcada cuando el tejido conjuntivo está sano. También puede aparecer sudoración, sensación de fatiga, etc.
El abordaje es variable en función del autor, pero en líneas generales se prefiere un abordaje general (construcción de base), seguida por un abordaje específico (construcción complementaria).
La localización del masaje es variable, pero se suelen utilizar las zonas más reflexógenas (mano, pie, oreja, tronco). El tronco suele ser la zona más utilizada.
De manera previa al tratamiento, se evalúa la movilidad del tejido conectivo, para lo cual se estira la piel sobre la fascia superficial subyacente presionando con la punta de los dedos en la dirección que se aleja del terapeuta. Se realiza de forma bilateral para comparar las variaciones de elasticidad entre ambos lados del cuerpo. Se demuestra una actividad refleja, si está reducido el grado de elasticidad de forma comparativa.
Ya dentro del tratamiento se distinguen distintas zonas básicas, sobre las que se realiza la construcción de base:
- Zona básica inferior
- Área torácica
- Área cervical, y zonas complementarias como los miembros superiores e inferiores.

El inconveniente principal de este método es que sus indicaciones son muy generales, sólo se pretende identificar zonas reflejas amplias relacionadas con trastornos de la función orgánica.